# موگی کادوواکی
موگی کادوواکی (انگلیسی: Mugi Kadowaki؛ زادهٔ ۱۰ اوت ۱۹۹۲) هنرپیشه اهل ژاپن است. وی از سال ۲۰۱۱ میلادی تاکنون مشغول فعالیت بوده است.